# 고난시 (시가현)
고난시(일본어: 湖南市)는 일본 시가현 남동부에 있는 도시이다.

## 지리
시가현 남동부에 위치하고 옛 고가군의 서단에 속한다. 남북으로 아보시 산계, 이와네 산계가 놓여 있고 중심부에는 동서로 야스강이 흐른다. 야스강을 따라 국도 1호선, 구사쓰선이 지나 동서 교통의 요지가 되고 있다.
에도 시대에는 옛 도카이도를 왕래하는 사람과 물건으로 이시베주쿠가 번창했다. 전후에는 고도 경제성장과 함께 인접하는 릿토시(당시 릿토정)에 메이신 고속도로 릿토 IC, 류오정에 류오 IC가 개통하면서 이를 활용한 현내 최대의 공업단지인 "고난 공업단지"가 조성되었다. 현재까지도 2차 산업이 경제의 주요 부분을 차지하고 있다.

## 역사
2004년 10월 1일에 시가현 고가군 이시베정과 고세이정이 합병해 새로운 고가시가 탄생했다.

## 교통

### 철도
- 서일본 여객철도 구사쓰선
  - (← 고카시 기부카와역) - 미쿠모역 - 고세이역 - 이시베역 - (릿토시 데하라역 →)

### 도로
- 메이신 고속도로
- 국도 1호선
- 국도 제477호선 (일본)(일본어판)

## 인구
| 연도 | 인구   | ±%     |
| ---- | ------ | ------ |
| 1920 | 10,829 | —      |
| 1930 | 11,275 | +4.1%  |
| 1940 | 11,291 | +0.1%  |
| 1950 | 15,066 | +33.4% |
| 1960 | 15,033 | −0.2%  |
| 1970 | 18,646 | +24.0% |
| 1980 | 32,729 | +75.5% |
| 1990 | 46,093 | +40.8% |
| 2000 | 53,740 | +16.6% |
| 2010 | 54,665 | +1.7%  |
| 2020 | 54,460 | −0.4%  |